# 1986 CS1
1986 CS1 är en asteroid i huvudbältet som upptäcktes den 6 februari 1986 av den belgiske astronomen Henri Debehogne vid La Silla-observatoriet.
Asteroiden har en diameter på ungefär 7 kilometer.